# 官大海农场
官大海管理区是辽宁省朝阳市喀喇沁左翼蒙古族自治县下辖的一个非正式行政区，原称官大海农场。地名「官大海」由蒙古语諧音演变而来。
从红山文化开始，此地就有人类居住。明永乐年间属大宁都司，後兀良哈三卫南下占据此地，包括长城以北，辽宁西部地区。清初喀喇沁部色棱被封为喀喇沁左翼旗首任扎萨克，发现官大海地区山清水秀、水草丰美，榆河（小凌河）蜿蜒流经这片土地。而北侧是绵延起伏的群山，为前有太阳照、后有大山靠的宝地，于是在此地建旗衙门和王爷府。
人们称此地为“高林涛浩若”（gol-ün ger oron），指的河湾上的王公住所。后来又演变成了“官涛浩若”。随着汉族闯关东至此。民国时登记户口，地区名称均使用汉字，于是就说成了“官大海”。
1958年喀左县成立，官大海归六官营子人民公社管辖。1960年经辽宁省农垦局批准建立官大海渔场。1961年建立独立的国营官大海农场。1966年改名为东方红农场，1967年恢复名称为官大海农场。1985年改为官大海乡人民政府，1999年合乡并镇后又再次恢复为官大海农场。2004年经上级批准，农场土地确权为国家所有，和乡镇有着本质区别。2005年落实农工退休制度，男60周岁，女50周岁，退休后享受退休金。
官大海分为前坟、北荒、东官和西官村四个居民组。